# بيل نجوين
بيل نجوين (بالإنجليزية: Bill Nguyen)‏ هو شخصية أعمال أمريكي، ولد في 1971.